# Josef Völk
Josef Völk (* 3. Dezember 1948 in Emmenhausen) ist ein ehemaliger deutscher Eishockeyspieler.

## Karriere
Josef Völk begann seine Karriere als Eishockeyspieler beim EV Füssen, für dessen Profimannschaft er von 1967 bis 1976 in der Eishockey-Bundesliga aktiv war. Mit den Bayern gewann er in den Jahren 1968, 1969, 1971 und 1973 jeweils den deutschen Meistertitel. Anschließend verbrachte der Verteidiger fünf Jahre beim Ligarivalen VfL Bad Nauheim, ehe er von 1981 bis 1983 wieder für Füssen auflief. Zuletzt trat der dreifache Olympiateilnehmer in der Saison 1983/84 für den EC Oberstdorf in der Südstaffel der 2. Eishockey-Bundesliga an. Nach der Spielzeit beendete er seine Karriere im Alter von 35 Jahren.

### International
Für Deutschland nahm Völk an den B-Weltmeisterschaften 1969, 1970 und 1975 sowie den A-Weltmeisterschaften 1971, 1972, 1973, 1976 und 1977 teil. Zudem stand er im deutschen Aufgebot bei den Olympischen Winterspielen 1968 in Grenoble, 1972 in Sapporo und 1976 in Innsbruck. Sein größter internationaler Erfolg war der Gewinn der Bronzemedaille mit Deutschland bei den Winterspielen 1976. Für diesen Erfolg erhielt er zusammen mit der deutschen Eishockey-Olympiamannschaft das Silberne Lorbeerblatt.

## Erfolge und Auszeichnungen
- 1968 Deutscher Meister mit dem EV Füssen
- 1969 Deutscher Meister mit dem EV Füssen
- 1971 Deutscher Meister mit dem EV Füssen
- 1973 Deutscher Meister mit dem EV Füssen

### International
- 1970 Aufstieg in die A-Weltmeisterschaft bei der B-Weltmeisterschaft
- 1975 Aufstieg in die A-Weltmeisterschaft bei der B-Weltmeisterschaft
- 1976 Bronzemedaille bei den Olympischen Winterspielen